# Parco nazionale e riserva di Marsabit
Il Parco nazionale e riserva di Marsabit è un'area naturale protetta del Kenya istituita nel 1940 che si trova nel nord dello stato nella Contea di Marsabit.

## Storia del parco
La creazione di aree protette nel nord del Kenya risale ai primi del '900, quando l'amministrazione coloniale britannica istituì la Northern Game Reserve per incrementare il turismo e preservare la foresta e la fauna selvatica. Le pendici superiori del monte Marsabit furono designate come area forestale protetta (Riserva forestale) nel 1932 dopo che una serie di incendi boschivi per la realizzazione di aree di pascolo avevano danneggiato le condizioni della foresta. La Riserva Nazionale di Marsabit (che comprendeva anche la suddetta Riserva forestale del monte Marsabit) venne istituita nel 1948, estendendosi dall'estremità meridionale del lago Turkana verso Isiolo e includendo i monti Marsabit e Mathews. La Riserva Nazionale rientrò nelle aree di categoria protetta IUCN nel 1949. Il Parco Nazionale è stato creato nel 1940, ed è quindi il parco più antico del Kenya.

## Territorio
L'area protetta è composta dal Parco Nazionale di Marsabit e dalla Riserva Nazionale di Marsabit e copre le pendici del monte Marsabit e una parte dell'area circostante. La Riserva Nazionale ha una superficie di 1.435 km² che comprende la Riserva forestale del monte Marsabit (152.8 km²). Il Parco Nazionale ha una superficie di 395 km², con alcune aree di sovrapposizione con la Riserva Nazionale e forestale, per cui l'area protetta complessiva ha una superficie totale di 1.554 km².
Le aree suddette (il Parco Nazionale, la Riserva Nazionale e la Riserva Forestale) hanno status diversi e sono pertanto soggette a diverse regole di accesso per l'utilizzo locale e per i vari gradi di pattugliamento. Le aree forestali sono gestite dal Forest Department (FD) del Ministero dell'Ambiente e delle Risorse Naturale del Kenya, mentre il Parco Nazionale è gestito dal Kenya Wildlife Service (KWS). Tuttavia esiste una certa confusione sul fatto che l'area protetta dalle montagne sia un Parco o una Riserva e la foresta non ha mai acquisito il pieno status di Parco Nazionale, anche se circa 80 km² della Riserva Nazionale sono gestiti come Parco dal KWS.
Il clima della regione è fortemente influenzato dalle due stagioni delle piogge. Le lunghe piogge si verificano da marzo a maggio, mentre le piogge brevi si verificano da ottobre a dicembre. Le precipitazioni medie annue sono 722 mm con un picco in aprile e novembre. Di conseguenza il clima è caldo e secco da gennaio a marzo, caldo e umido da aprile a giugno, molto caldo e secco da luglio a ottobre e caldo e umido a novembre e dicembre.
Il parco si trova in gran parte all'interno dell'ecoregione della Boscaglia e macchia di Acacia-Commiphora settentrionale mentre le zone ad altitudine superiore ai 1.000 metri ricadono nell'ecoregione delle Foreste montane dell'Africa orientale.
Il parco si trova a circa 600 km da Nairobi, ed è raggiungibile in macchina tramite la A2 passando per Nanyuki e Isiolo fino a Marsabit.  La strada è asfaltata fino a lsiolo lasciando una distanza di 270 km fino a Marsabit di pessima strada che è percorribile solo da veicoli a trazione integrale 4x4 durante la stagione secca. Una seconda possibilità di raggiungere il parco è in aereo con voli privati, in quanto c'è una pista di atterraggio a Marsabit, a 4 km dal cancello principale del parco (Gate Ahmed) situato alla periferia meridionale della città di Marsabit.

## Biodiversità
L'ecologia dell'area protetta di Marsabit è notevolmente diversa da quella circostante a causa della presenza della copertura forestale naturale, dell'altitudine relativamente più alta e della quantità di pioggia. La foresta di Marsabit è una foresta pluviale montana situata in un ambiente arido e semi-arido. Tipicamente, le foreste montane crescono al di sopra dei 1.500 m dove il tempo è sostanzialmente ventoso e troppo umido per una crescita ottimale degli alberi. Tuttavia la foresta di Marsabit ha un'insolita combinazione di dimensioni moderate, isolamento e precipitazioni relativamente elevate che la differenzia da altre aree forestali dell'altopiano in Africa orientale e altre foreste montane a latitudini simili. La montagna raccoglie una media di circa 800 mm di pioggia all'anno con il lato occidentale notevolmente più secco a causa della sua posizione sottovento. L'ecosistema forestale è supportato anche dalle nebbie fitte e dalla frequente copertura nuvolosa sulle cime nelle prime ore del mattino. Questa nebbia è estremamente importante per l'ecologia in quanto scende a terra idratando il terreno sotto gli alberi. Queste condizioni sostengono la foresta e la aiutano a mantenere le sue diverse funzioni ecologiche: proteggere i bacini idrografici, consentire lo sviluppo dei seminativi e mantenere il microclima della montagna.
La composizione principale della foresta è formata da specie che formano il baldacchino chiuso.
L'area forestale protetta può essere suddivisa in tre fasce:
- la fascia superiore è dominata da una miscela di alberi, arbusti e rampicanti di tutte le dimensioni. Le specie maggiormente presenti includono: Croton megalocarpus, Olea africana, Juniperus procera, Strombosia scheffleri, Cassipourea malosana, Diospyros abyssinica, Ekebergia capensis, Ekebergia rueppelliana e Premna maxima.
- a quote medie si trovano: Teclea nobilis Teclea simplicifolia, Ocotea usambarensis, Olea capensis, Olea capensis subsp. hochstetteri, Cordia abyssinica, Casearia spp. e Apodytes dimidiata.
- alle quote più basse la terra è troppo secca per supportare alberi a foglie larghe e sostiene cespugli e arbusti quali: Rytigynia neglecta, Psychotria kirkii e Clausena anisata.

Naturalmente la foresta ospita anche una grande varietà di specie animali, anche se i dati provenienti da fonti storiche suggeriscono che la foresta ha supportato più specie selvatiche in passato rispetto ad oggi.

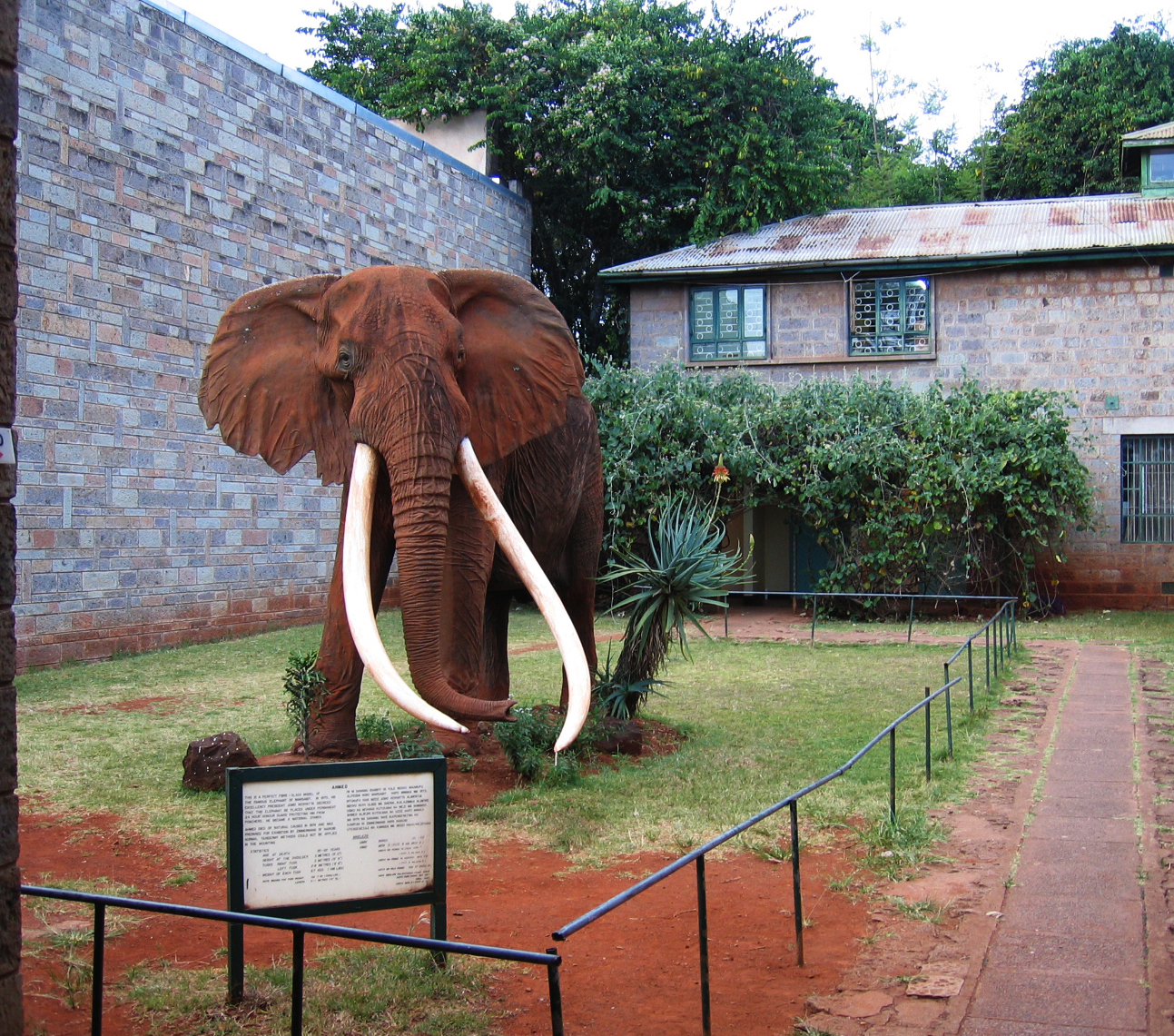
Riproduzione di Ahmed al Museo Nazionale del Kenya a Nairobi

Negli anni '70 il parco di Marsabit divenne noto al grande pubblico per la presenza nel suo territorio di un grosso esemplare di elefante africano dotato di zanne di notevole lunghezza. Questo elefante, chiamato Ahmed, fu protagonista di diversi documentari e film fra cui il più famoso fu quello realizzato dal famoso regista americano John Huston "La ricerca di Ahmed". A seguito di questa notorietà ed anche di una petizione firmata dai bambini di una scuola keniana, nel 1970 l'allora presidente Kenyatta dichiarò Ahmed tesoro nazionale e gli assegnò dei guardacaccia personali che ne dovevano garantire la sicurezza 24 ore al giorno. Ahmed morì di morte naturale nel 1974 e venne ritrovato appoggiato a d un albero. Ahmed, detto anche "il re di Marsabit" può essere ammirato oggi in una riproduzione a grandezza naturale situata di fronte al Museo Nazionale del Kenya a Nairobi.
Oltre all'elefante africano (Loxodonta africana), altre specie di mammiferi presenti nell'area protetta includono: il kudu maggiore (Tragelaphus strepsiceros), il bufalo africano (Syncerus caffer), il tragelafo striato (Tragelaphus scriptus), la silvicapra (Sylvicapra grimmia), il facocero comune (Phacochoerus aethiopicus) babbuino verde (Papio anubis), il cercopiteco verde e cercopiteco a gola bianca (Chlorocebus pygerythrus e Cercopithecus albogularis), il leone (Panthera leo) e il leopardo (Panthera pardus). L'elefante e il kudu maggiore sono due animali nell'elenco IUCN delle specie in via di estinzione.
Insieme ai grandi mammiferi l'ecosistema di Marsabit ospita oltre 20 specie di piccoli mammiferi. La maggior parte di queste specie sono roditori (Ordine Rodentia) con 12 specie, seguiti da pipistrelli (Ordine Chirotteri) con sette specie. Il gruppo di soricomorfi (toporagni e ricci) è rappresentato dalle specie di Crocidura e Atelerix, mentre fra i piccoli carnivori si trovano la genetta tigrina e la mangusta dalla coda bianca (Ichneumia albicauda).
L'ecosistema forestale Marsabit ospita una vasta gamma di importanti habitat per gli uccelli e rappresenta anche un'importante area di sosta per i migratori paleartici. Secondo un rilevamento effettuato nel periodo novembre-dicembre 2014 sono stati censite oltre 170 specie di uccelli. Fra le specie più significative si segnalano: il raro avvoltoio barbuto (Gypaetus barbatus fra i rapaci, numerosi migranti paleartici a lunga distanza tra cui la cicogna nera (Ciconia nigra), Il falco dell'Amur (Falco amurensis), l'albastrello (Tringa stagnatilis), il cuculo (Cuculus canorus) e il luì grosso (Phylloscopus trochilus). Sono state registrate cinque specie minacciate di cui tre in pericolo di estinzione: il capovaccaio (Neophron percnopterus), il capovaccaio pileato (Necrosyrtes monachus) e il grifone dorsobianco africano (Gyps africanus) sono in pericolo.

## Punti di interesse

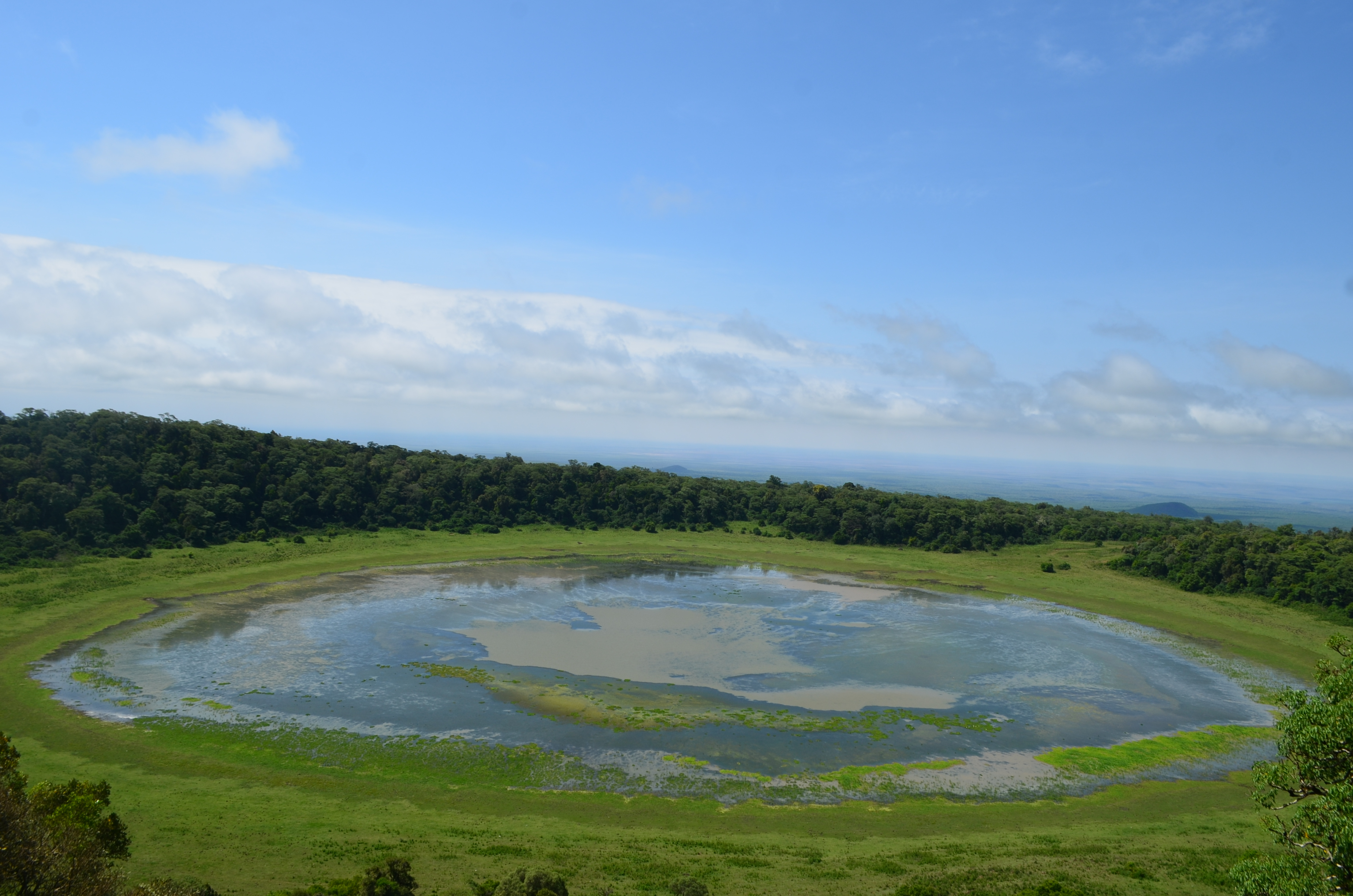
Lago Paradiso (Gof Sokorte Guda)

Le pendici del monte Marsabit sono disseminate di crateri vulcanici e maar residuo delle eruzioni iniziate nel periodo Pliocene e proseguite nel Quaternario. All'interno del parco si trovano tre di questi crateri, chiamati Gof in linga locale, che hanno formato dei laghi e costituiscono una delle principali attrazioni del parco stesso. Si tratta del Gof Sokorte Dika, situato nel nord del parco poco lontano dal cancello principale presso Marsabit, Gof Sokorte Guda, ribattezzato Lago Paradiso, nella zona centrale del parco e Gof Bongole, il più grande dei tre, posto nella zona sud del parco che ha un perimetro di circa 10 km con una pista carrabile.